# Yasemin Şamdereli
Yasemin Şamdereli (née le 15 juillet 1973 à Dortmund, en Allemagne de l'Ouest) est une actrice, scénariste et réalisatrice germano-turque d'origine Kurdes zazas.

## Biographie
Yasemin Şamdereli est née à Dortmund, en Allemagne de l'Ouest, le 15 juillet 1973. Elle étudie à la Hochschule für Fernsehen und Film München de 1993 à 2000. De 1994 à 1998, elle travaille en tant que collaboratrice indépendante pour Bavaria Film. Jusqu'en 2002, elle travaille en tant qu'assistante du dirigeant adjoint pour des films internationaux, y compris les films de Jackie Chan comme Qui suis-je ?(1998).

## Carrière
En 2002, elle dirige la comédie télévisuelle Alles beürkt!. Elle est aussi la co-autrice de l'émission à succès, Türkisch für Anfänger. Elle est également apparue comme actrice dans le court-métrage Delicious en 2004.
Elle reçoit le Deutscher Filmpreis d'argent ainsi que le Prix du meilleur scénario en 2011 pour son film Almanya – Bienvenue en Allemagne, réalisé avec sa sœur, qui raconte la vie de trois génération de Turcs d'Allemagne. Sous couvert de comédie, elle essaye d'y faire passer un message sur le respect de l'autre,.
En 2018, elle réalise avec sa sœur, Nesrin Şamdereli (de), Nacht der Nächte, un documentaire racontant la vie de couple ensemble depuis plusieurs dizaines d'années. La première mondiale eut lieu à Essen en avril 2018.
Elle est membre de l'Académie européenne du cinéma.

## Distinctions
- 2000 : Prix du court-métrage de Filmförderungsanstalt pour Kismet[9]
- 2011 : Deutscher Filmpreis du meilleur scénario pour Almanya - Bienvenue en Allemagne
- 2011 : Friedenspreis des Deutschen Films – Die Brücke (de) du Meilleure jeune talent de Almanya - Bienvenue en Allemagne
- 2011 : Preis der deutschen Filmkritik (de) du Meilleur premier long-métrage et du Meilleur scénario pour Almanya - Bienvenue en Allemagne
- 2018 : Bayerischer Filmpreis dans la catégorie du Meilleur documentaire avec Nesrin Şamdereli (de) pour Die Nacht der Nächte[10]

## Filmographie

### Actrice
| Film  | Film                      | Film      | Film |
| Année | Film                      | Rôle      |      |
| ----- | ------------------------- | --------- | ---- |
| 2012  | Cinema 3                  | Elle-même |      |
| 2011  | The Fabulous Picture Show | Elle-même |      |
| 2004  | Delicious                 | Dianne    |      |

### Réalisatrice
| Année | Film                             | Notes |
| ----- | -------------------------------- | ----- |
| 2018  | Die Nacht der Nächte             | TV    |
| 2011  | Almanya - Bienvenue en Allemagne | Film  |
| 2007  | Ich Chef du nix                  | TV    |
| 2004  | Sextasy                          | Film  |
| 2002  | Alles getürkt!                   | TV    |
| 2000  | Kismet                           | Film  |
| 1996  | Kreuz & quer                     | Film  |

### Scénariste
| Année | Film                            | Notes        |
| ----- | ------------------------------- | ------------ |
| 2018  | Die Nacht der Nächte            | Documentaire |
| 2011  | Almanya- Bienvenue en Allemagne |              |
| 2006  | Türkisch für Anfänger           | 1 épisode    |
| 2004  | Sextasy                         |              |
| 2002  | Alles getürkt!                  |              |
| 2000  | Kismet                          |              |